# Jason Stephan
Jason Stephen est un homme politique canadien. En 2020, il siège à l'Assemblée législative de l'Alberta en tant que député du parti conservateur uni pour la circonscription de Red Deer-Sud,.

## Biographie
Stephan est un avocat spécialisé en droit fiscal, comptable agréé et fondateur de la Deer Taxpayers Association (qui se traduit littéralement par « Association des payeurs d'impôt de [Red] Deer » ; ce qui peut aussi se traduire par « Association des chers payeurs d'impôts », parce que dear et deer se prononcent de la même façon).
À la fin décembre 2020, il s'est rendu en Arizona aux États-Unis, ce que des médias canadiens ont critiqué, puisqu'il a préféré ne pas respecter les recommandations sanitaires des gouvernements du Canada et de l'Alberta.